# 1994年リレハンメルオリンピックのオーストラリア選手団
1994年リレハンメルオリンピックのオーストラリア選手団（1994ねんリレハンメルオリンピックのオーストラリアせんしゅだん）は、1994年2月12日から2月27日まで、ノルウェーのオップラン県リレハンメルで開催された1994年リレハンメルオリンピックのオーストラリア選手団、およびその競技結果。

## 概要
今大会は銅メダル1個を獲得した。
ショートトラック男子5000mリレーで、スティーブン・ブラッドバリー＆キーラン・ハンセン＆アンドリュー・マーサ＆リチャード・ニジールスキーが銅メダルを獲得し、冬季オリンピックオーストラリア初のメダルとなった。

## メダル
| メダル | 選手名                                                                                          | 競技             | 種目            |
| ------ | ----------------------------------------------------------------------------------------------- | ---------------- | --------------- |
| 銅     | スティーブン・ブラッドバリー キーラン・ハンセン アンドリュー・マーサ リチャード・ニジールスキー | ショートトラック | 男子5000mリレー |